# شلل النحل

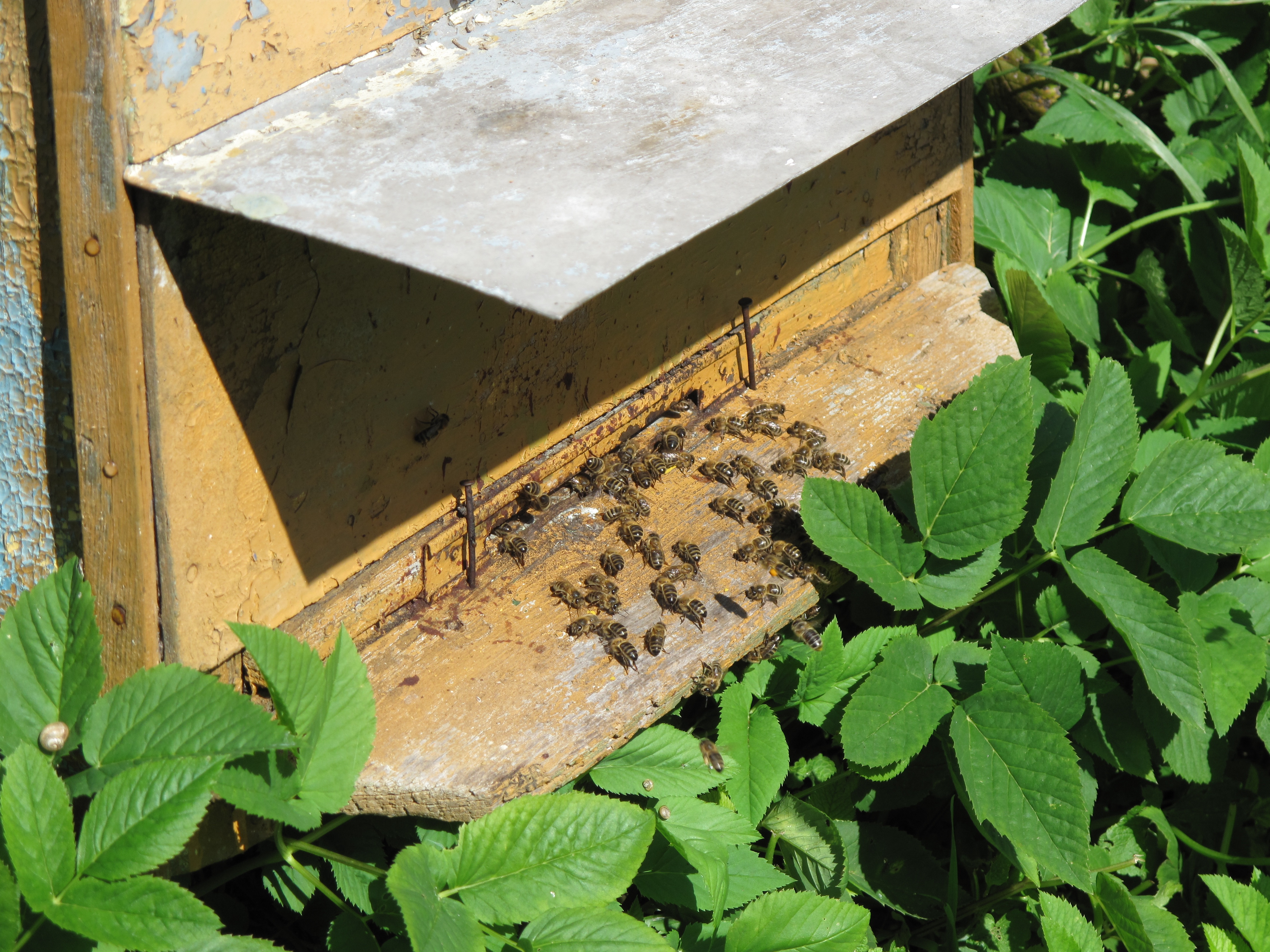
وجود أعداد كبيرة من النحل النافق فوق لوحة الطيران

شلل النحل هو مرض فيروسي معد يصيب النحل وله صور عديدة منها:
- فيروس الشلل الحاد (CBPV).
- فيروس الشلل المزمن(ABPV).[1]
- فيروس الشلل الحاد الإسرائيلي (IAPV).

ومن أعراضه إن النحل السليم من هذا المرض يهاجم النحل المصاب بعصبية ضمن الخلية كما أن النحلة المصابة لا تحاول الدفاع عن نفسها ومع اشتداد الإصابة نلاحظ النحل النافق بأعداد كبيرة أمام الخلية، ويزحف النحل المصاب إلي أي ركن من أركان الخلية ليتجمع ويموت بعدج أن يكون بطنة منتفخاً ويجر أرجله جراً عند المشي وتتفكك أجنحته

## الوقاية والعلاج
كتدبير وقائي يجب تغيير الملكة فوراً وأيضاً تجنيب الملكة الجديدة من زواج الأقارب، أما العلاج فلا يوجد حتي الآن أدوية محددة للعلاج من الفيروس, ولكن من الاختبارات التجريبية أظهر أن كلا من أوكسي تتراسكلين والسكر الشائع تحول دون تطوير الفيروس ولذلك خيار واحد وهو التغدية الصناعية ب300 ملي جرام من أوكسي تتراسكلين إلا إن مشكلة أوكسي تتراسكلين هو إنه سوف يلوث العسل